# Postbot

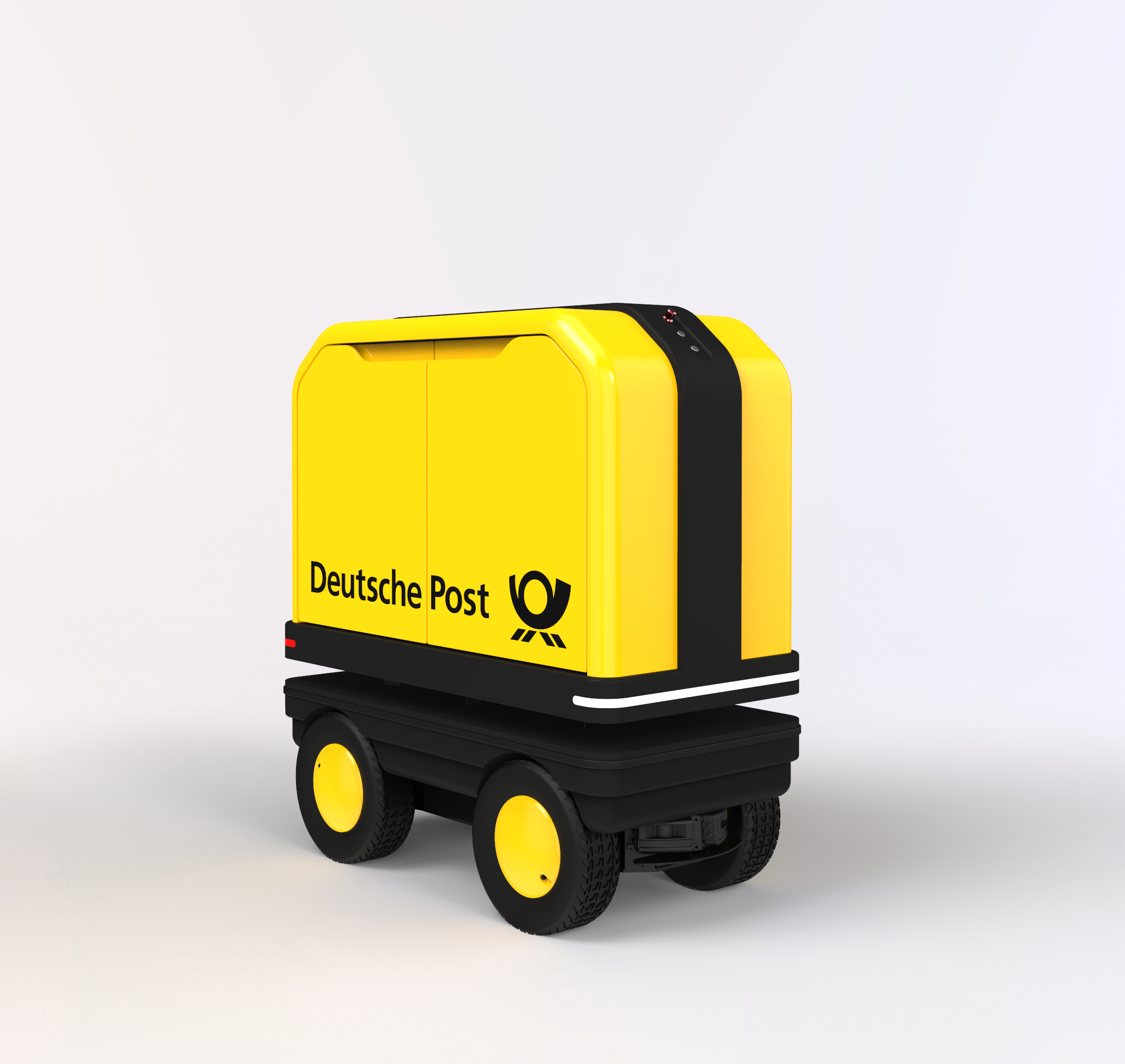
Postbot

Der Postbot (Eigenschreibweise PostBOT) war ein Begleitroboter für Postzusteller der Deutschen Post AG. Der Roboter folgte dem fußgängigen Zusteller eigenständig und transportierte die Postsendungen. Der Postbot, die „nächste Generation des Begleitroboters“, wie das Unternehmen verlauten ließ, kam jedoch über die Testphase in 2017 nicht hinaus, obwohl diese erfolgreich verlief. 2019 wurde das Projekt aus Kostengründen ausgesetzt, sollte jedoch weiter entwickelt werden.

## Einsatzziel
Der Postbot soll die Flotte von Postfahrzeugen ergänzen. Er soll keine menschlichen Arbeiter ersetzen. Ziel des Postbot ist, Postboten bei der Arbeit körperlich entlasten zu können. Die körperliche Belastung für Postzusteller ist beträchtlich, was zu einer hohen Fluktuation führt. Diese Entlastung trifft in der Gewerkschaft Verdi auf Zustimmung. Zudem hat der Zusteller dank des Postbot die Hände frei, um die Briefzustellung vereinfachen zu können.

„[Wir arbeiten an Lösungen], die unsere Mitarbeiter auch bis ins hohe Alter bei der körperlich schweren Arbeit entlasten können. Hierzu gehören neben vielen weiteren Arbeitsmitteln, […] auch innovative Robotik-Anwendungen.“

Ein weiterer Vorteil ist der Diebstahlschutz. Während aus einem Postfahrrad die Post unschwer gestohlen werden könne, seien die Sendungen im Postbot sicher.

## Bauweise
| Parameter       | Wert          |
| --------------- | ------------- |
| Höhe            | 1,50 m        |
| Gewicht         | 180 kg        |
| Tragkraft       | 150 kg        |
| Räder           | 4             |
| Antrieb         | Elektromotor  |
| Akku            | Lithium-Ionen |
| Laufzeit        | ≈ 8 Std.      |
| Geschwindigkeit | max. 6 km/h   |

Der Postbot wurde in Zusammenarbeit mit dem französischen Robotik-Unternehmen „Effidence S.A.S“ und der Deutschen Post speziell für den Zustelldienst entwickelt. Die französische Firma hatte sich in einem Wettbewerb für automatisierte Zustellwagen durchgesetzt. Im Vorfeld testete die Post das Modell Effibot der französischen Firma in einem Lager: Der Lagerist belud den Roboter, der ihm folgte. Anschließend fuhr das Gerät selbstständig zur Entladestelle.
Der Postbot ist 1,50 m hoch. Mit einem Eigengewicht von 180 kg kann er bis zu 150 kg transportieren. Zum Vergleich: Auf einem Postfahrrad können bis zu 50 kg transportiert werden. Der Transportraum wird seitlich mit Flügeltüren geöffnet. Im Inneren werden die Sendungen in den standardisierten, gelben Plastikkisten transportiert. Der Transportbehälter ist mit sechs Briefbehältern ausgestattet. Der Postbot fährt auf vier Rädern. Der Antrieb erfolgt über einen Elektromotor mit einem Lithium-Ionen-Akku, mit rund acht Stunden Laufzeit. Die maximale Geschwindigkeit beträgt 6 km/h, etwas schneller als Schrittgeschwindigkeit. Schneller darf er nicht fahren. Über Sensoren erkennt der Postbot seine Umgebung. Er folgt den Beinen des Postboten und passt sich deren Tempo an. Bei Hindernissen kann er ausweichen. Die Bedienelemente sind für den Zusteller rücken- und gelenkeschonend angebracht. Im Notfall ist der Roboter über eine Fernbedienung zu steuern.
Weitere technische Daten und Kosteninformationen wurden aus Wettbewerbsgründen nicht veröffentlicht.

## Design
Das Design des PostBots wurde von dem Designer Felix Stark entwickelt.

## Funktionsweise
Der Postbot vermag es, sich unter den für Maschinen unverständlichen Bewegungsmustern von Menschen zu bewegen. Die Beine des Zustellers werden eingescannt und ihnen dann gefolgt. Er fährt eigenständig und folgt dem Zusteller mit etwa einem Meter Abstand. Der Postbot agiert defensiv und unverzüglich. Auf diese Weise kann er plötzlichen Hindernissen ausweichen und fährt dem Zusteller nicht auf. Der Begleitroboter meistert Kopfsteinpflaster, kann Bordsteine überwinden und stoppt vor Hindernissen. Er ist für alle Wetterlagen ausgelegt.

## Testphase
Der Test mit dem Postbot war in Deutschland der erste Test mit einem Begleitroboter im Zustelldienst. Die Testphase begann im Oktober 2017. Der Testzeitraum war auf rund sechs Wochen ausgelegt. Anschließend wurden die Ergebnisse evaluiert, als Grundlage für Folgetests und Weiterentwicklungen.
Testgebiet war Bad Hersfeld. Für die unkategorisierten Fahrzeuge, hat die Stadt für vier Monate eine Ausnahmegenehmigung erteilt. Der Test fand in zwei Zustellbezirken mit zwei Robotern statt. Während der Testphase folgte ein Mitarbeiter mit der Fernsteuerung, um im Zweifelsfall eingreifen zu können.
Der Praxistest lief erfolgreich und führte zu einem positiven Fazit. Das Gerät hat sich im Test als zuverlässig und sicher erwiesen. Das Versprechen zur körperlichen Entlastung, konnte gehalten werden. In Bad Hersfeld wurde auch der Einsatz des Postbot von einem Mitarbeiter der Postzustellung innerhalb der Stadtverwaltung getestet. Die Stadt meldete, dass auch dieser Einsatz erfolgreich war, die Anschaffung jedoch eine Frage des Preises sei.
2018 wurde der Postbot zu Demonstrationszwecken in 4 Großstädten Japans verwendet. Die ähnlichen örtlichen Gegebenheiten wie in Deutschland erlaubten das Sammeln weiterer Daten.

## Aussetzung
Im Frühjahr 2019 ließ die Deutsche Post verlauten, dass verschiedene neue Technologien, darunter die Postbots, in absehbarer Zeit nicht mehr genutzt werden sollen. Begründet wurde die Entscheidung mit den noch zu hohen Kosten für die Technologie. Es wird jedoch erwartet, dass die Preise für Sensoren und Robotik-Technologien in Zukunft sinken werden. Technisch funktionieren die Geräte gut, weshalb das Unternehmen die Postbots weiterentwickele.

## Markt
Im weltweiten Vergleich führt Südkorea bei der „Roboter-Dichte“, gefolgt von Japan und auf Platz drei Deutschland.
Wenn es um die Forschung für postalische Zustellroboter (für Briefe oder Pakete) geht, stand und steht das System der Begleitroboter, der einem Menschen folgt, wie es der Postbot tut, nicht im Fokus. Vorangetrieben wird weltweit die Technik für ein autonomes Fahren. Das gilt auch für Lieferroboter (beispielsweise für Essen). Eine Paketzustellung mit einem Roboter, der nur ein Paket zu transportieren vermag, wurde als wenig sinnvoll bewertet.
In Japan wurde für die Post der autonome Zustellroboter DeliRo entwickelt. Die Testphase lief für circa 6 Wochen im Herbst 2020, zur praktischen Anwendung soll er im Geschäftsjahr 2021 kommen. Dafür müssen die Gesetze geändert werden, die bisher besagten, dass autonome Lieferroboter ohne menschliche Begleitung im öffentlichen Straßenverkehr verboten sind. Mit der ungefähren Größe eines Rollstuhls, kann der DeliRo bis zu 30 kg oder 50 kg transportieren. Er orientiert sich über 360 Grad Kameras und Sensoren, kann ausweichen und Ampelsignale befolgen. Wie der Postbot, fährt er mit 6 km/h. Die Japan Post Co. berichtet, dass in Zeiten der Corona-Pandemie die Nachfrage nach kontaktfreier Zustellung wächst. Zudem hofft das Unternehmen, so dem Mangel an Arbeitskräften im schnell alternden Land entgegenwirken zu können.